# Schloss Fürstenberg (Fürstenberg/Havel)

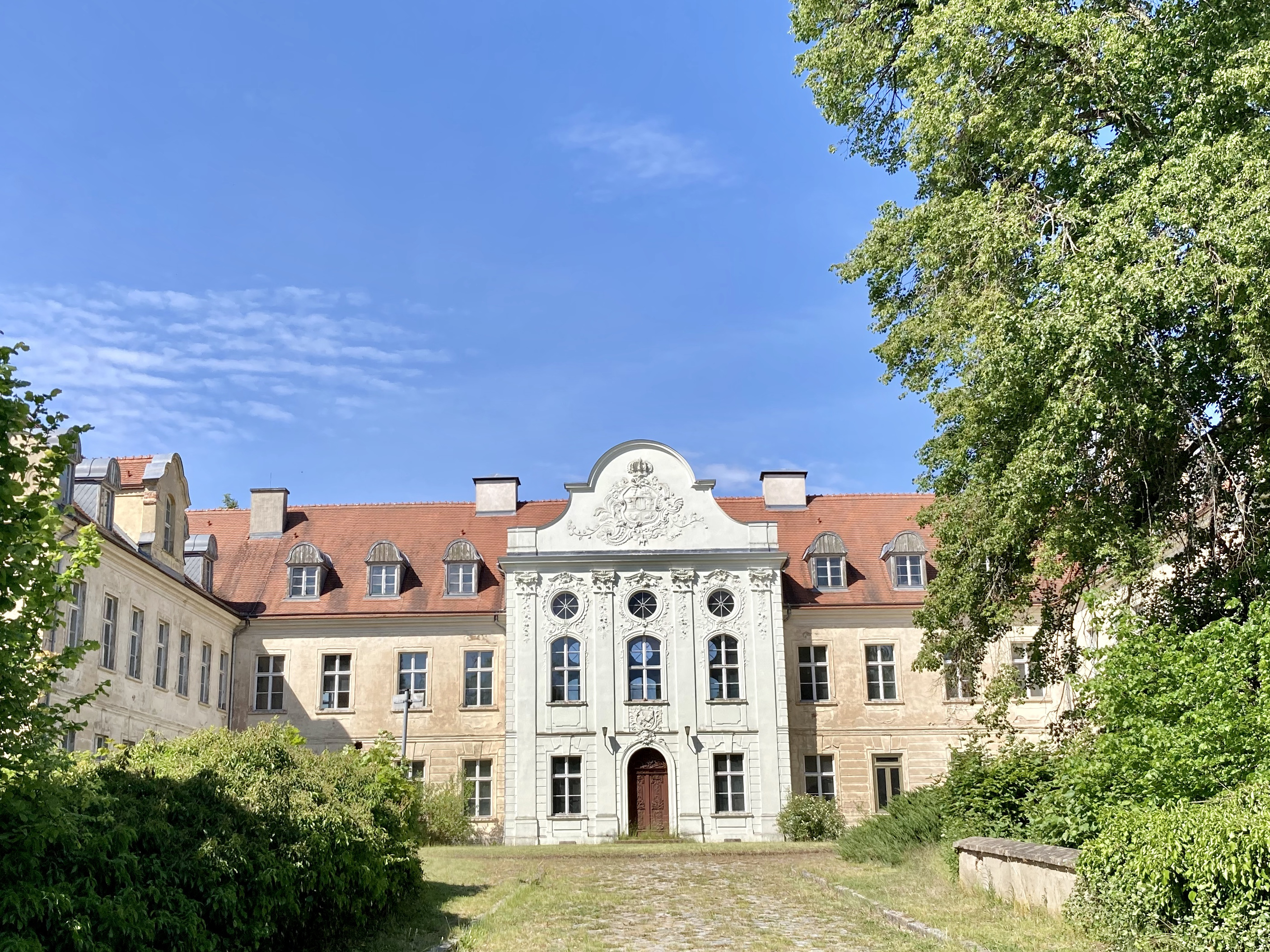
Ostfassade des Schlosses (2020)

Das Schloss Fürstenberg ist ein dreiflügeliger Barockbau mit Rokokodekor in der brandenburgischen Stadt Fürstenberg/Havel. Es befindet sich auf einer Insel nördlich des Altstadtkerns mit dem Flurnamen Mühlenkamp. Erbaut wurde es zwischen 1741 und 1752 als Witwensitz der Mecklenburg-Strelitzer Herzogin Dorothea Sophie.
Schloss Fürstenberg wurde als zweigeschossiger, verputzter Massivbau mit Satteldach ausgeführt. Der großzügige Grundriss ist an die Gestaltung des Schlosses Mirow angelehnt. Die Seitenflügel der hufeisenförmigen Anlage umschließen einen etwa 20 Meter langen und breiten Ehrenhof. Der dreigeschossige Mittelbau ist durch glatte Pilaster gegliedert und durch feinen Stuck in den Formen des Rokoko verziert. Im abschließenden barocken Giebelaufsatz sind das mecklenburgische Wappen und der dänische Elefanten-Orden zu sehen.

## Geschichte

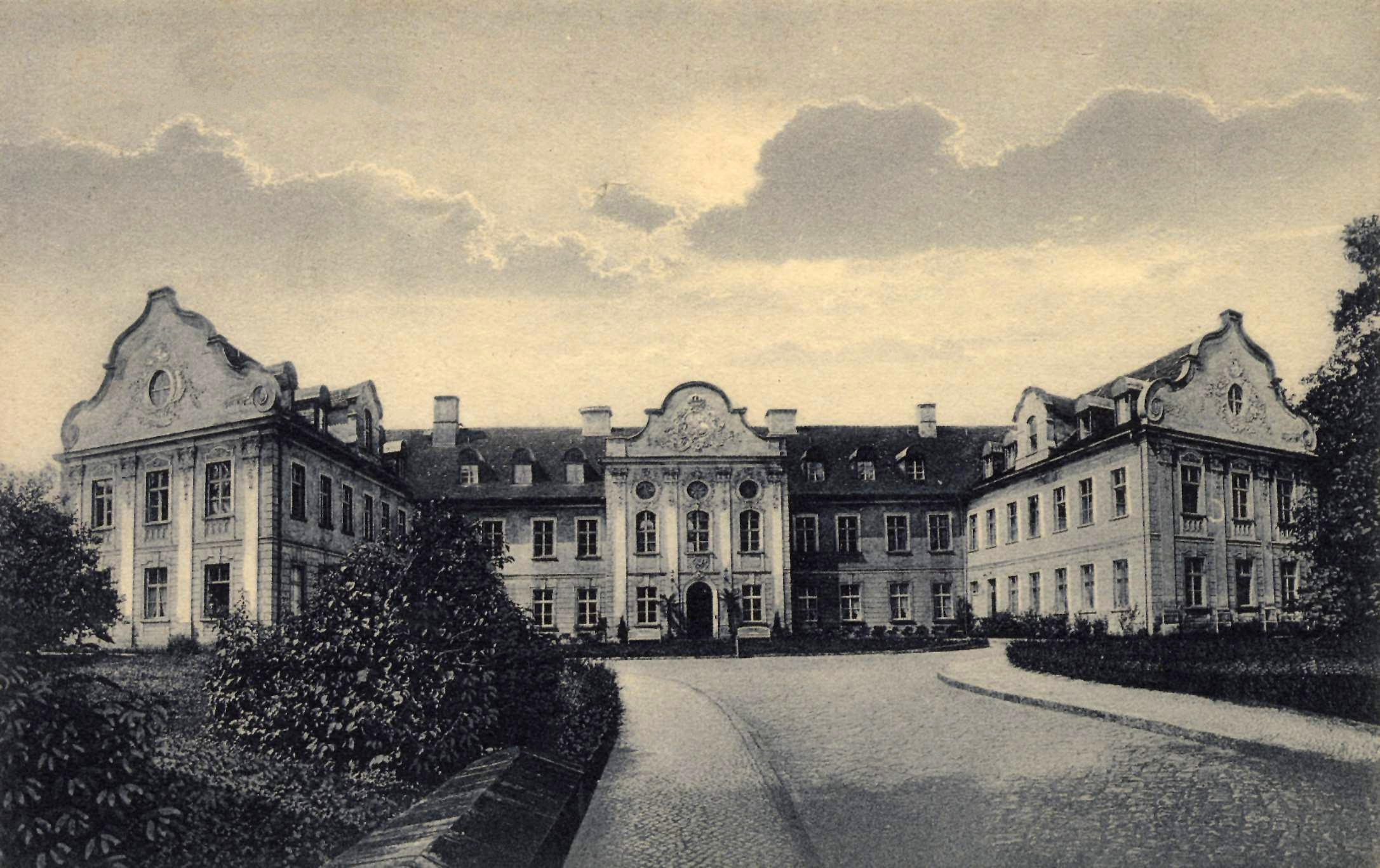
Schloss Fürstenberg als Sanatorium (undatiert)

Der regierende Herzog von Mecklenburg-Strelitz, Adolf Friedrich III., beauftragte den Hofbaumeister Christoph Julius Löwe mit der Planung eines neuen Schlosses in Fürstenberg als Witwensitz für seine Gemahlin Dorothea Sophie. Die auf der Insel vorhandenen Mühlen wurden 1741 abgetragen und an der Havelbrücke – in der heutigen Bahnhofstraße – wieder errichtet. Das Schloss wurde bis 1750 größtenteils vollendet, sodass ein Teil von Dorothea Sophies Gefolge wie Hofrat, Kammerjunker und Hofdamen einziehen konnte. Der Mühlenkamp hinter dem Schloss wurde zu einem kleinen Park umgestaltet und am anderen Ufer des Flusses wurden Küchengärten angelegt. Nach dem Tod Adolf Friedrichs 1752 bewohnte Dorothea Sophie das Schloss bis zu ihrem Ableben 1765. Nach ihrem Tod wurde Schloss Fürstenberg Wohnsitz für pensionierte herzogliche Beamte. Im Anschluss an eine Zerstörung der Stadtkirche durch einen Brand 1807 wurden für 41 Jahre die Gottesdienste im Schlosssaal abgehalten.
1910 erwarb die Stadt Fürstenberg das Schloss. Nach dem Umbau zu einem Sanatorium 1913 verpachtete die Stadt das Schloss an das Reichsversicherungsamt. Mit dem Ausbruch des Ersten Weltkrieges wurde ein Lazarett eingerichtet. Nach Kriegsende diente es als Sanatorium für Patienten mit Nerven- und inneren Krankheiten. Einer der Patienten war im Jahr 1920 der spätere deutsche Außenminister Walther Rathenau. Ab Juli 1940 wurde das Schloss als ein Erholungsheim der Berliner Verkehrs-Betriebe genutzt und später im Rahmen des Zweiten Weltkrieges abermals als Lazarett.
Nach dem Krieg wurde in dem Schloss eine Schule für die Offizierskinder der sowjetischen Garnison der Stadt eingerichtet. 1953 kam das Schloss zurück in deutsche Verwaltung und wurde zu einem Krankenhaus mit Poliklinik umgebaut. Von 1992 bis 2004 diente es als Pflegeheim des Diakonischen Werks.
Im Jahr 2006 verkaufte die Stadt Fürstenberg die Anlage an den privaten Investor Gerd Schulz, der dort ein Wellnesshotel einzurichten plant und mit ersten Restaurierungsarbeiten begonnen hat. Im Jahr 2010 wurde die Sanierung des Mittelrisaliten zur Straßenseite und zum Park fertiggestellt. Zudem wurden seit 2006 Entkernungsarbeiten vorgenommen und Teilabrisse bei maroden Nebengebäuden vorgenommen. Der Investor wollte die Finanzierung bis 2016 zusammen mit der Berolina GmbH sichern, was durch die angrenzende Bundesstraße 96 mit hohem Verkehrsaufkommen erschwert werde (jedoch ist eine Ortsumgehung im Bundesverkehrswegeplan 2030 priorisiert). Im Oktober 2017 bekräftigte Schulz das Festhalten an der Sanierung des Fürstenberger Schlosses.
Im Dezember 2020 wurde das Schloss vom Nürnberger Unternehmen Terraplan gekauft und nun sollen 43 Suiten und Penthouses im Schloss mit 1 bis 3 Zimmern bei Flächen zwischen 37 m² und 158 m² entstehen. In einigen Wohnungen sollen die hohen Decken für Galerien genutzt werden. Der Große Saal im Obergeschoss soll das Herzstück des Schlosses darstellen und gemeinschaftlich als Ort der Begegnung, des Relaxen, des Arbeiten und Feiern genutzt werden. Außerdem sollen auch öffentliche Veranstaltungen dort stattfinden können. Der Bereich Sport und Wellness wird besonders berücksichtigt. Neben den umliegenden Seen, auf denen Wassersport betrieben werden kann, sollen ein Calisthenics Park, eine Boule Bahn und ein Fahrradhaus auf dem Schlossgelände und ein Fitnessstudio, sowie mehrere Saunen im Schlosskeller entstehen. Zusätzlich soll im Schlossgewölbe noch ein Weinkeller Platz finden. Westlich und südlich des Schlosses sollen Townhouses entstehen.